# Yukalpetén

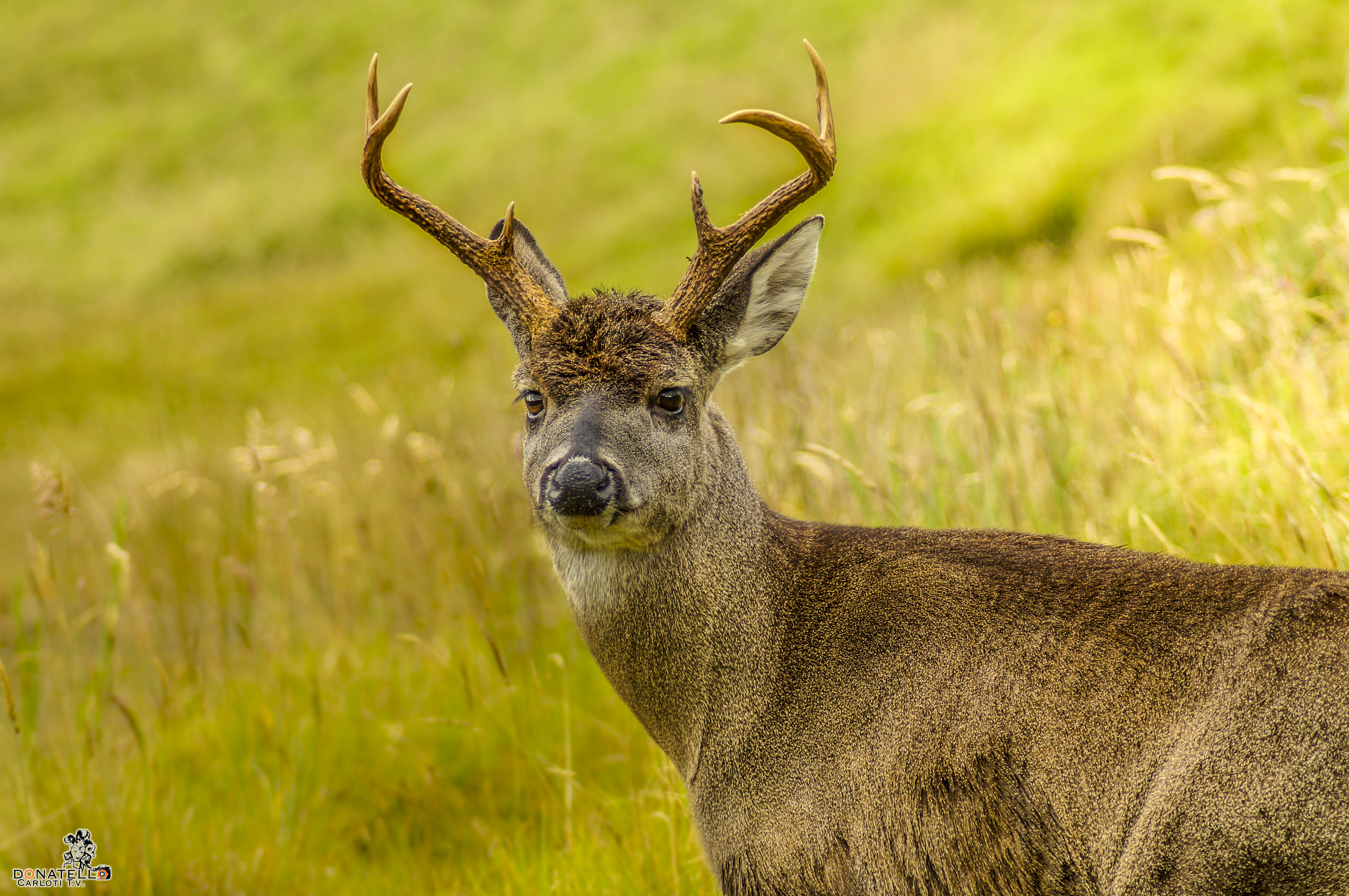
Yukalpetén en maya y Mazatlán en náhuatl tienen el mismo significado: tierra de venados

Yukalpetén, también escrito Yucalpetén por algunos autores, es un nombre de origen maya que figura en los textos conocidos como Chilam Balam, específicamente en dos de ellos: el Chilam Balam de Chumayel y el Chilam Balam de Yaxkukul, refiriéndose particularmente a la Península de Yucatán, ocupada por los mayas antes de la llegada de los conquistadores españoles. 
Investigadores y mayistas han coincidido después en que el vocablo no es aplicable en alusión al nombre de dicha región sino que el apropiado sería Mayab. Don Juan Francisco Molina Solís, historiador especializado en cuestiones de Yucatán, publicó inclusive, en 1920, un estudio con el título: Yukalpetén no fue el nombre antiguo de Yucatán.
Etimológicamente Yukalpetén significa región del venado: Yukal, s]ignificando en maya venado y Petén, entre otras cosas, zona o región. Es sabido el hecho de que la península de Yucatán, es o fue rica en cierta fauna, entre la que figura el venado. De ahí el nombre del conocido texto de Antonio Mediz Bolio, La tierra del Faisán y del Venado, en alusión a Yucatán.
A más, en algunos escritos españoles (fray Diego de Landa) "tempranos" , esto es, poco tiempo después de la conquista, en el siglo XVI, a una cierta región del sur de Yucatán la denominaron Mazatlán, que en náhuatl significa precisamente tierra de venados.

## Puerto de Yucalpetén

Yukalpetén está al oeste de puerto Progreso, del que es adjunto

En la actualidad se ha dado el nombre de Yucalpetén a un puerto de abrigo contiguo al puerto de  Progreso, Yucatán, ubicado en el norte de la península, a 37 km de la ciudad de Mérida, Yucatán, que favorece a la industria pesquera local y que provee los recursos para un manejo racional de la flota pesquera de Yucatán que se concentra mayoritariamente en este puerto.